# Ordinul Crucea Grunwald
Ordinul Crucea Grunwald (în poloneză Order Krzyża Grunwaldu) a fost o decorație militară creată în Polonia în noiembrie 1943 de Înaltul Comandament al Gwardia Ludowa, o mișcare a rezistenței poloneze din Al Doilea Război Mondial organizată de Partidul Muncitoresc Polonez. La 20 februarie 1944, ordinul Crucea de Grunwald a fost confirmat de Consiliul Național de Stat și la 22 decembrie de Comitetul polonez de eliberare națională și confirmat în continuare, la 17 februarie 1960, de guvernul Republicii Populare Polone. 
Ordinul Crucea de Grunwald a fost acordat armatei poloneze sau aliate pentru valorare sau merit în lupta cu Germania nazistă. După sfârșitul celui de-al Doilea Război Mondial, a continuat să fie acordat pentru merite deosebite în conducerea sau contribuția remarcabilă la dezvoltarea Forțele armate ale Poloniei. Ordinul a fost acordat și unităților militare, orașelor și voievodatelor.
Din 1987, acest ordin a încetat să mai fie atribuit. Ordinul a fost desființat de către președintele Poloniei Lech Wałęsa prin intermediul Parlamentului în 1992  și nu mai este acceptat în sistemul actual de decorații poloneze.
Începând cu anul 2000, în Polonia există o Asociație a Cavalerilor Ordinului Crucii Grunwald, care pledează pentru restabilirea acestui premiu.
Primele reglementări ale ordinului din noiembrie 1943 prevedeau că în loc de ecuson, se va acorda o diplomă cu o descriere a meritelor pentru care a fost acordată, și ca înlocuitor al acestui ordin, panglici de culoare albă și roșie cu dimensiuni adecvate. Ordinul clasa I a fost acordat pentru o operațiune de succes a armatei, care a dus la înfrângerea inamicului, precum și pentru merite speciale în organizarea mișcării de rezistență. Are o panglică lată de 30 mm.
Ordinul clasa a II-a a fost acordat pentru distincții deosebite la comanda unităților militare și pentru servicii deosebite în activitatea clandestină în timpul ocupației germane. Are o panglică lată de 20 mm. Ordinul clasa a III-a a fost acordat pentru curaj personal pe câmpul de luptă și pentru activitatea clandestină în timpul ocupației germane. Are o panglică lată de 15 mm.
Prin lege, un soldat care a primit Ordinul Crucea Grunwald este avansat la rangul de caporal și un sergent la rangul de locotenent.

## Premiere
În total, până la sfârșitul anului 1945, au fost acordate 2.681 de cruci, din care clasa I - 27, clasa II - 61, clasa III - 2.593. Crucea Grunwald a continuat să fie acordată în anii postbelici. În total, până în 1983, au fost acordate 5.738 de premii. Dintre acestea, clasa I - 71, clasa II - 346,  clasa III - 5 321. Alte surse dau un total de 5736 de ordine, Stefan Oberleitner oferă un număr total de 5481 în 1943-1987.